# Duo jag (TV-serie)
Duo jag är en svensk TV-serie i tre delar från 1991 i regi av Marie-Louise Ekman och Gösta Ekman. Ekman spelar även en av seriens huvudroller mot bland andra Kent Andersson, Allan Edwall och Hans Sundberg.

## Rollista
- Gösta Ekman – den smale
- Kent Andersson – den tjocke
- Allan Edwall – den gamle pojkvännen
- Hans Sundberg – den gamle
- Carl Billquist – den ene
- Lasse Petterson – den andre
- Rolf Skoglund – läkaren
- Måns Ekman – den ene sonen
- Matti Bye	– den andre sonen
- Margaretha Krook – analytikern

## Om serien
Duo jag producerades av Pia Ehrnvall för Sveriges Television AB Kanal 1. Manus skrevs av Marie-Louise Ekman och serien fotades av Björn Bondeson. Musiken komponerades av Benny Andersson. Serien visades i tre delar mellan den 9 och 23 september 1991 i Kanal 1.